# بخش هزارباغ

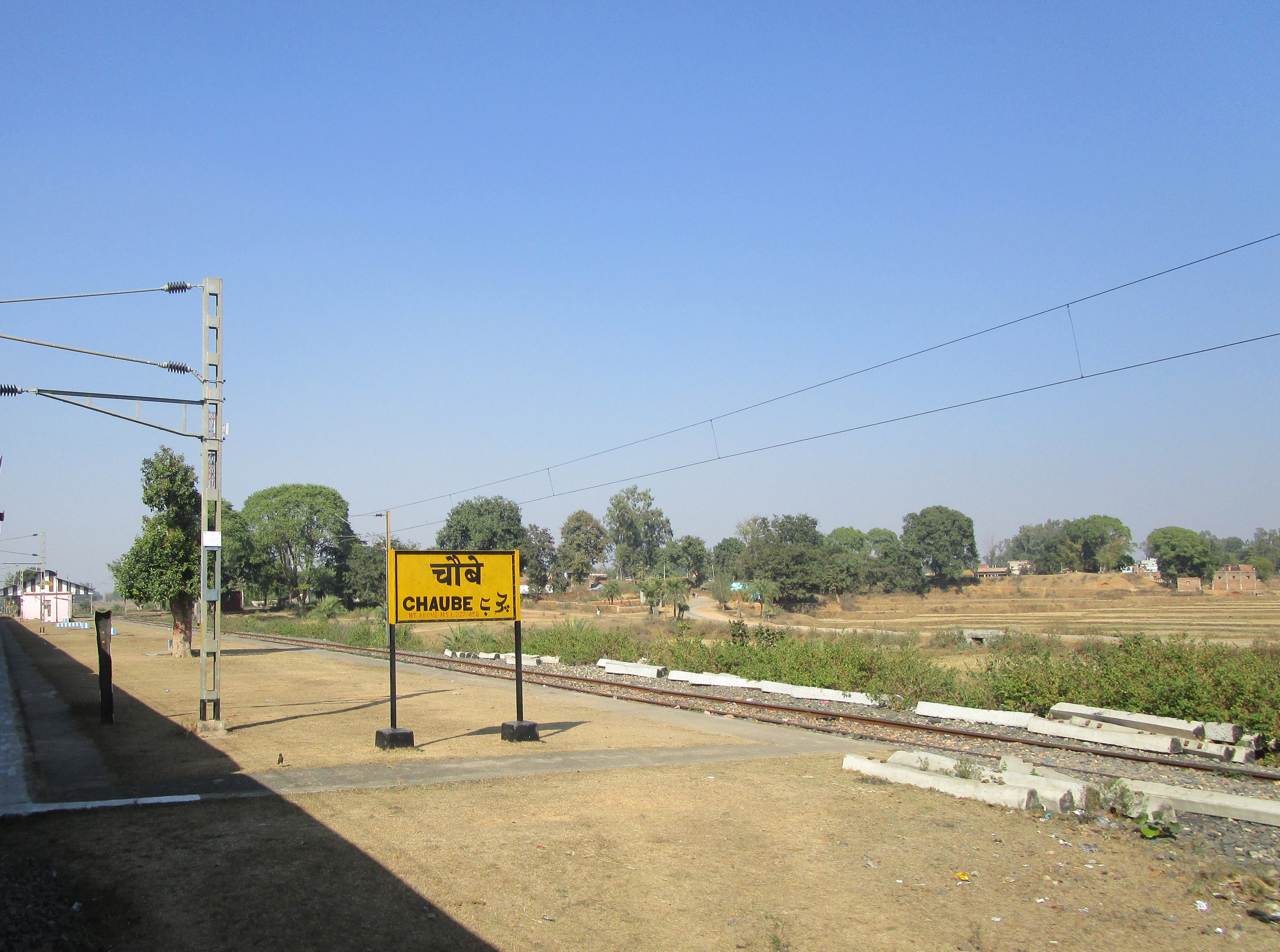
نمایی از ایستگاه راه آهن چاوبه در ناحیهٔ هزارباغ، جارکند، هند - ۲۰۱۵

بخش هزارباغ (هندی: हज़ारीबाग़ ज़िला) از بخش‌های ایالت جارکند در هند است.